# Fabian Posch
Fabian Posch (Obendorf bei Salzburg, 5 de enero de 1988) es un jugador de balonmano austriaco que juega de pívot en el UHK Krems de la Liga de Austria de balonmano. Es internacional con la selección de balonmano de Austria.

## Palmarés

### Bregenz
- Liga de Austria de balonmano (4): 2007, 2008, 2009, 2010

## Clubes
- UHC Salzburg ( -2006)
- A1 Bregenz (2006-2011)
- ULZ Schwaz (2011-2013)
- SC Ferlach (2013-2014)
- SG Handball West Wien (2014-2016)
- UHK Krems (2016- )